# رحمت‌آباد صالحی‌ها
رحمت‌آباد صالحی‌ها یک روستا در ایران است که در بخش پاریز واقع شده‌است. رحمت‌آباد صالحی‌ها ۱۸۷ نفر جمعیت دارد.